# Varney el vampiro
Varney el vampiro o El festín de sangre (Varney the Vampire o The Feast of Blood) es una historia de horror gótico de la época victoriana escrita por James Malcolm Rymer (y también atribuida a Thomas Preskett Prest, quien habría escrito algunos de los capítulos) que apareció entre 1845-1847 en una serie entregas periódicas conocidas como penny dreadful (terror de penique), debido a su precio barato y su contenido terrorífico. Estas entregas fueron recopiladas en forma de libro en 1847. Su extensión es épica: la edición original tenía 868 páginas a doble columna divididas en 220 capítulos, superando las 667 000 palabras. Su estilo está cargado de suspense, utilizando vívidas imágenes para describir los horribles actos de Varney.
Pese a sus inconsistencias, la historia de Varney el vampiro es más o menos una trama coherente, utilizando o presentando muchos temas y convenciones reconocibles para el público moderno sobre el tema de la ficción de vampiros.
Como las ilustraciones de Sidney Paget para Sherlock Holmes, la obra del artista anónimo que ilustró Varney es memorable y atmosférica.

## La Historia

### Ambientación
La historia tiene una confusa referencia cronológica. Supuestamente está ambientada a principios del siglo XVIII, pero hay referencias a las guerras napoleónicas y otras indicaciones que parecen sugerir que la historia es contemporánea a la época en la que fue escrita (1845-1847). Las aventuras de Varney ocurren en varias ciudades que incluyen Londres, Bath, Winchester, Nápoles y Venecia.

### Personajes humanos
La historia trata sobre los problemas que Sir Francis Varney, un vampiro, causa a los Bannerworth -una familia que ha perdido su riqueza a la muerte del padre-. La familia Bannerworth está formada inicialmente por la Sra. Bannerworth y sus hijos adultos Henry, George y Flora. Sin embargo, George no vuelve a ser mencionado a partir del capítulo 36, como si el autor lo hubiera olvidado. Además, aparecen el Sr. Marchdale, un amigo de la familia que vive con ellos en los primeros capítulos, y posteriormente Charles Holland, el prometido de Flora; posteriormente llegarían un tío, el almirante Bell, y su asistente, el extremadamente humorístico Jack Pringle, para habitar con los Bannerworth.

### Varney el Vampiro
Aunque en los primeros capítulos se muestra que Varney actúa contra la familia movido por la sed de sangre, en capítulos posteriores se sugiere que Varney está motivado por intereses pecuniarios. En ocasiones la historia es confusa, como si el autor no supiera si hacer que el protagonista sea un vampiro de verdad o un humano que se hace pasar por uno. Varney tiene un gran parecido con un retrato expuesto en Bannerworth Hall, y aunque se sugiere que se trata de Marmaduke Banneworth (alias Runnergate Bannerworth, en una confusión clásica de nombres), un antepasado de la familia, esta conexión nunca es aclarada. Varney odia su condición vampírica, pero en un momento por venganza convierte en vampiresa a Clara Crofton, otro miembro de la familia al que aterroriza. 
A lo largo del libro, Varney es descrito cada vez con mayor simpatía como una víctima de las circunstancias. Intenta salvarse de su condición pero finalmente es incapaz y se suicida arrojándose al Monte Vesubio, tras haber dejado un relato escrito sobre sus orígenes a un sacerdote en el que confía. De acuerdo con Varney, fue maldito con el vampirismo después de entregar a un partidario del rey Carlos I a Oliver Cromwell y haber matado accidentalmente a su propio hijo en un arrebato de furia, aunque ha "muerto" y revivido en varias ocasiones a lo largo del tiempo. Esto permite al autor proporcionarle varias historias diferentes para sus orígenes, incluyendo una en la que el Dr. Chillingworth, un estudiante de medicina, aplica el galvanismo al cadáver ahorcado de Varney y lo revive. Esta sub-trama tiene una evidente similitud con la historia de Frankenstein de Mary Shelley y sobre todo, en las posteriores adaptaciones fílmicas de la novela. (La propia novela no presenta electricidad como medio para crear el monstruo de Frankenstein).

## Legado
Varney el Vampiro tuvo una gran influencia en la literatura vampírica posterior, especialmente en Drácula (1897) de Bram Stoker. Muchos de los elementos tradicionales de los vampiros se originaron con Varney: Varney tiene colmillos, deja dos punzadas en el cuello de sus víctimas, tiene poderes hipnóticos y posee una fuerza sobrehumana. Al contrario que otros vampiros posteriores, es capaz de moverse a la luz del día y no tiene un miedo o rechazo especial hacia las cruces o el ajo. Puede comer y beber como un humano para pasar desapercibido, pero señala que la comida y la bebida humana no lo sacian. Su vampirismo parece manifestarse cuando su energía vital es baja; cuando está saciado es una persona normal (aunque especialmente fea y de aspecto cadavérico).
También es el primer ejemplo de "vampiro arrepentido", uno que rechaza su condición pero se encuentra esclavizado a ella. Este arquetipo ha sido ejemplificado en numerosos personajes, como la Condesa Zaleska en la película de 1936 La hija de Drácula, el Barnabas Collins de la serie televisiva Dark Shadows, el vampiro Louis de Entrevista con el vampiro, Kain de Legacy of Kain, Morbius, el vampiro viviente, Nick Knight de Forever Knight, Angel y  Spike de la serie Buffy la Caza Vampiros, y Bill Compton en la serie de libros de Charlaine Harris The Southern Vampire Mysteries.
Los guionistas de Marvel Comics también fueron influenciados por esta historia. En el Universo Marvel, "Varnae" es el nombre del primer vampiro, creado por el pueblo de Atlantis antes del hundimiento del continente.
Igualmente, el nombre de Varney fue tomado por la banda/artista oscura alemana, "Sopor Aeternus", donde "Anna Varney" hace referencia en su nombre y en una de sus canciones, llamada "The Feast of Blood".